# Nesow
Nesow è una località del comune di Rehna nel Meclemburgo-Pomerania Anteriore, in Germania.
Appartiene al circondario (Kreis) del Meclemburgo Nordoccidentale (targa NWM) ed è parte della comunità amministrativa (Amt) di Rehna.
Già comune autonomo, è stato incorporato nel comune di Rehna il 25 maggio del 2014.